# Марьев, Владимир Тимофеевич
Влади́мир Тимофе́евич Ма́рьев (1912 — 23 мая 1991) — советский актёр театра и кино.

## Биография
Родился в 1912 году в городе Гельсингфорсе, Великое княжество Финляндское, Российская империя. Русский.
В 1930-х годах входил в состоящую из молодых начинающих актёров актёрскую группу в Ленинграде при находящейся там киностудии «Советская Беларусь», которая была задействована как в съёмках фильмах этой киностудии, так и фильмов киностудии «Ленфильм».
Перед войной — ведущий артист Выборгского театра русской драмы.
Во время Великой Отечественной войны был бригадиром Фронтовой концертной бригады Политуправления Карельского фронта состоящей из артистов Выборгского театра: Зои Молчановой, Хельми Мальми, Ядвиги Страздас-Голланд, Т. Смоликовой, А. Вульф, Л. Баркман. Это была практически единственная бригада фронта. За время войны его бригада дала 832 концерта, пятьсот из них — непосредственно на переднем крае, Марьев и Молчанова были награждены медалями «За боевые заслуги». В 1985 году отмечен Орденом Отечественной войны II степени.

с февраля 1942 года в качестве артиста выступил в 566 концертах, преимущественно в непосредственной близости от переднего края обороны …проявил неутомимую энергию, выдержку и хладнокровие в моменты трудной обстановки фронтовой жизни. Показанный репертуар способствовал выполнению боевых задач частями, вызвал среди бойцов и командиров весёлую и бодрую обстановку.— из наградного листа на медаль «За боевые заслуги», 22 апреля 1943 года
После войны работал в театр драмы им. А. С. Пушкина (Александринский театр), так, например, в 1958 году играл роль Быкова в спектакле «Дети» по М. Горькому постановки Б. Дмоховского, а в 1968 году был занят в спектакле «Виринея» постановки В.Эренберга.
Умер 22 мая 1991 года.

## Роль в фильме «Великий перелом»
Наиболее известен по роли лейтенанта Фёдорова в фильме 1945 года «Великий перелом» — получившего Гран-при Первого Каннского кинофестиваля 1946 года.
Ещё до выпуска фильма, на заседании худсовета, исполнение Марьевым этой роли получило высокую оценку:

Очень убедительно даны герои картины. Очень хорош лейтенант, особенно когда его вызывают в штаб для вручения ордена. На фоне блестящего генералитета очень хорош этот человек, вышедший из дыма и пламени переднего края. Очень хорошо работает, в нём хорошо переданы внешний облик и волевой характер людей, которые не допустили врага в Сталинград 
Такую же оценку, и почти в тех же словах, исполнению данной роли Марьевым дал спустя 20 лет киновед Ю. М. Ханютин, отметив, что характеры главных персонажей построены на контрасте:

Учтивый до застенчивости генерал Пантелеев в исполнении А. Зражевского, за любезностью которого — железное терпение, непоказное мужество, цепкий ум. И рядом подчёркнуто неторопливый, подчёркнуто спокойный Муравьёв — М. Державин, человек, взявший на себя огромную ответственность и, сжав зубы, несущий свою ношу. И точно опалённый огнём боя, высушенный яростью лейтенант Фёдоров — В. Марьев.— киновед Ю. М. Ханютин

## Фильмография
- 1934 — Люблю ли тебя? — Сергей, молодой муж
- 1945 — Великий перелом — лейтенант Фёдоров
- 1946 — Остров Безымянный — Сударев
- 1947 — Свет над Россией — красноармеец
- 1949 — Звезда — разведчик
- 1949 — Константин Заслонов — Семенихин
- 1950 — Великая сила —  Новиков, член комиссии учёного совета института
- 1960 — Человек с будущим — Пётр Емельянович
- 1962 — 713-й просит посадку — командир экипажа
- 1962 — Барьер неизвестности — генерал
- 1974 — Сержант милиции — капитан милиции, участковый
- 1975 — Дожить до рассвета
- 1979 — Инженер Графтио